# Liste von Listen von Abkürzungen
Im Folgenden eine Liste der Listen von Abkürzungen.

## Alphabetisch geordnet
- Abkürzungen mit einem Buchstaben
- Abkürzungen mit zwei Buchstaben – es gibt 292 mögliche Variationen *), also potenziell 841 Abkürzungen.
- Abkürzungen mit drei Buchstaben – es gibt 293 mögliche Variationen *), also potenziell 24.389 Abkürzungen.
- Abkürzungen mit vier Buchstaben – es gibt 294 mögliche Variationen *), also potenziell 707.281 Abkürzungen.

## Thematisch geordnet
- Antike Autoren und Werktitel
- Basketball
- Bibel
- Feuerwehr
- Genealogie (Zeichen)
- Gesetze und Recht
- Ländercodes (ISO-3166-1-Kodierliste)
- Länderkürzel, olympisch
- Lateinische Abkürzungen
- Markennamen
- Militär
- Musikinstrumente
- Ordensgemeinschaften, katholisch
- Polizei
- Präfixe von Schiffsnamen
- Deutsche Sportvereinskürzel
- Sprachcodes (ISO 639)
- Sanskrittexte
- Sexarbeit
- Tauchsport
- Unternehmensnamen
- Währungsabkürzungen (ISO 4217)
- Wohnungsanzeigen
- Zoll

## Wissenschaft und Technik

### Allgemein
- Liste von Abkürzungen im Bibliothekswesen
- Liste von Abkürzungen in der Afrikanistik
- Liste akademischer Grade (Deutschland)
- Internationales Einheitensystem
- Liste der Abkürzungen für Fachzeitschriften
- Vorsätze für Maßeinheiten

### Biologie und Medizin
- Liste medizinischer Abkürzungen

### Chemie
- Liste der Abkürzungen in der organischen Chemie
- Liste der Liganden-Abkürzungen

### Geowissenschaften
- Liste der Abkürzungen in der Meteorologie
- Liste der Abkürzungen zur globalen Erwärmung

### Mathematik
- Liste mathematischer Abkürzungen

### Physik
- Liste physikalischer Größen
- Physikalische Konstanten

### Technik
- Liste der Abkürzungen (Automobil)
- Computer
  - Liste von Dateinamenserweiterungen
  - Liste von Abkürzungen (Netzjargon)
  - Top-Level-Domains
    - Liste länderspezifischer Top-Level-Domains
- Energiemarkt und Energieversorgung
- Typenkurzzeichen von Leitungen
- Liste von Abkürzungen im Eisenbahnwesen
- Kfz-Kennzeichen
- Kurzzeichen (Kunststoff)
- Luftfahrt
  - Liste der IATA-Airline-Codes
  - Liste der IATA-Flughafen-Codes
  - Liste der Flugzeugtypencodes
  - Luftfahrzeugkennzeichen
- Sprengstoff-Treibmittel

## Nach Ländern geordnet
- Liste von Abkürzungen (DDR)
- Liste der Abkürzungen (Gambia)
- Liste der Abkürzungen (Ghana)
- Liste der Abkürzungen (Türkei)